# Међународни дан Мајке Земље
Међународни дан Мајке Земље проглашен је 2009. године, од стране Генералне скупштине Организације уједињених нација Резолуцијом А/РЕС/63/278. Резолуцију је предложила Вишенационална Држава Боливија, а подржало ју је више од 50 држава чланица УН. Резолуцијом је потврђено како су „Земља и њени екосастави наш дом” и како је „потребно промовисати склад с природом и Земљом”. Израз „Мајка Земља” користи се зато што „одражава међузависност која постоји међу људским бићима, другим живим врстама и планете коју сви насељавамо”. Одлучено је да се 22. април прогласи Међународним даном Мајке Земље.
Председник Генералне скупштине, Мигел д'Еското Брокман, поздравио је стварање Међународног дана мајке Земље рекавши: „Међународни дан Мајке Земље промовише поглед на Земљу као на ентитет који одржава све животе које се налазе у природи. Инклузивност је у средишту Међународног дана Мајке Земље; Подстицање дељених одговорности за обнову нашег проблематичног односа с природом је разлог који уједињује људе широм света.”